# Запорізька хоральна синагога
Запорізька хоральна синагога — історична кульова релігійна споруда в місті Запоріжжя, Україна. Знаходиться на вулиці Троїцькій, 27. Побудована в 1898, головною стала в 1909 році. 
Відома як синагога Лещинського (за ім'ям синагогального старости Якова Ісааковича Лещинського). Націоналізована в 1929 році, будівлю передали Будинку фізкультури імені Червоної армії. Не повернута громаді після здобуття Україною незалежності, в будівлі розташувалися кілька приватних компаній. 
Пам'ятка архітектури місцевого значення. Синагога добре збереглася і знаходиться в хорошому стані.

## Галерея

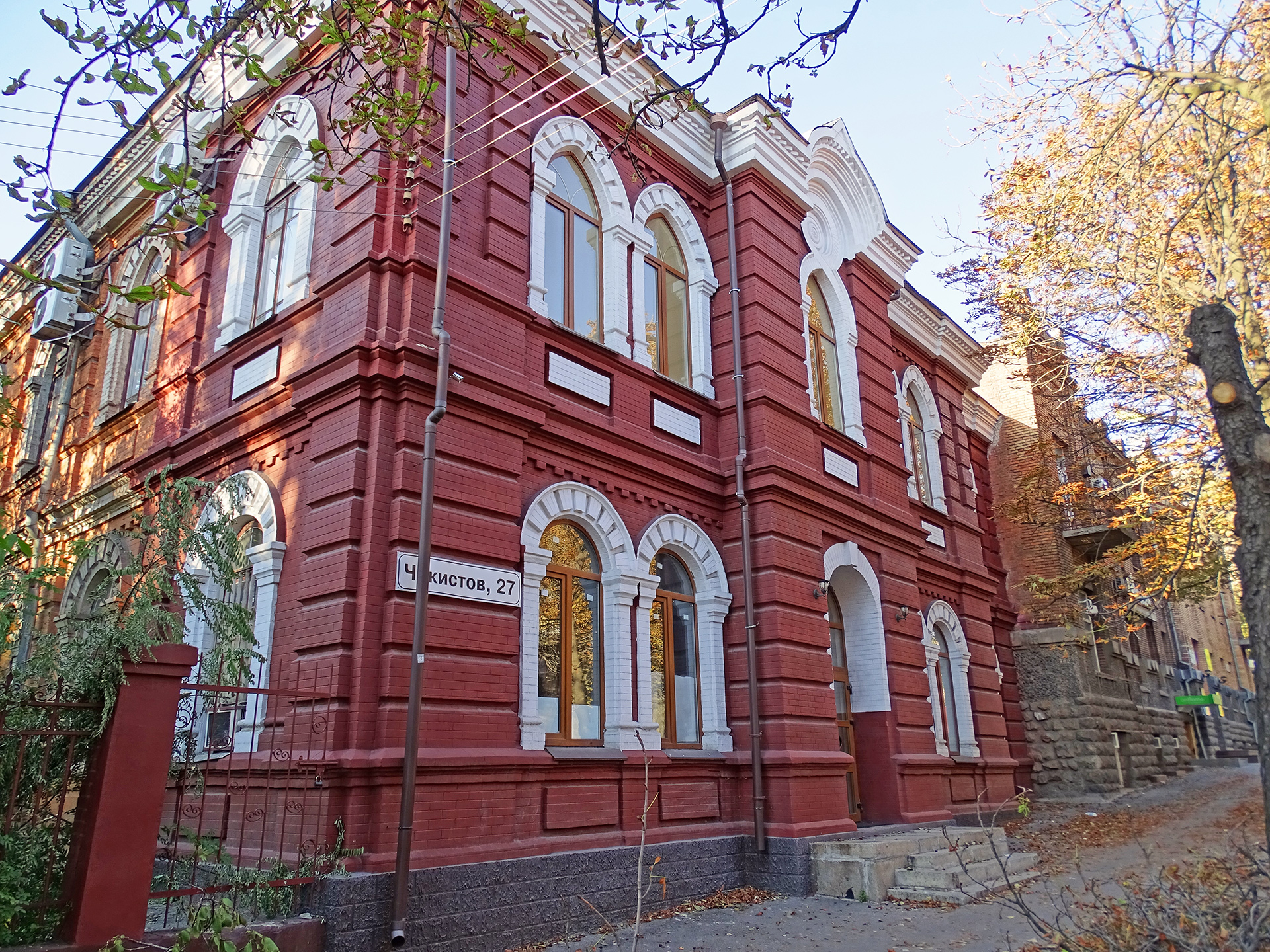
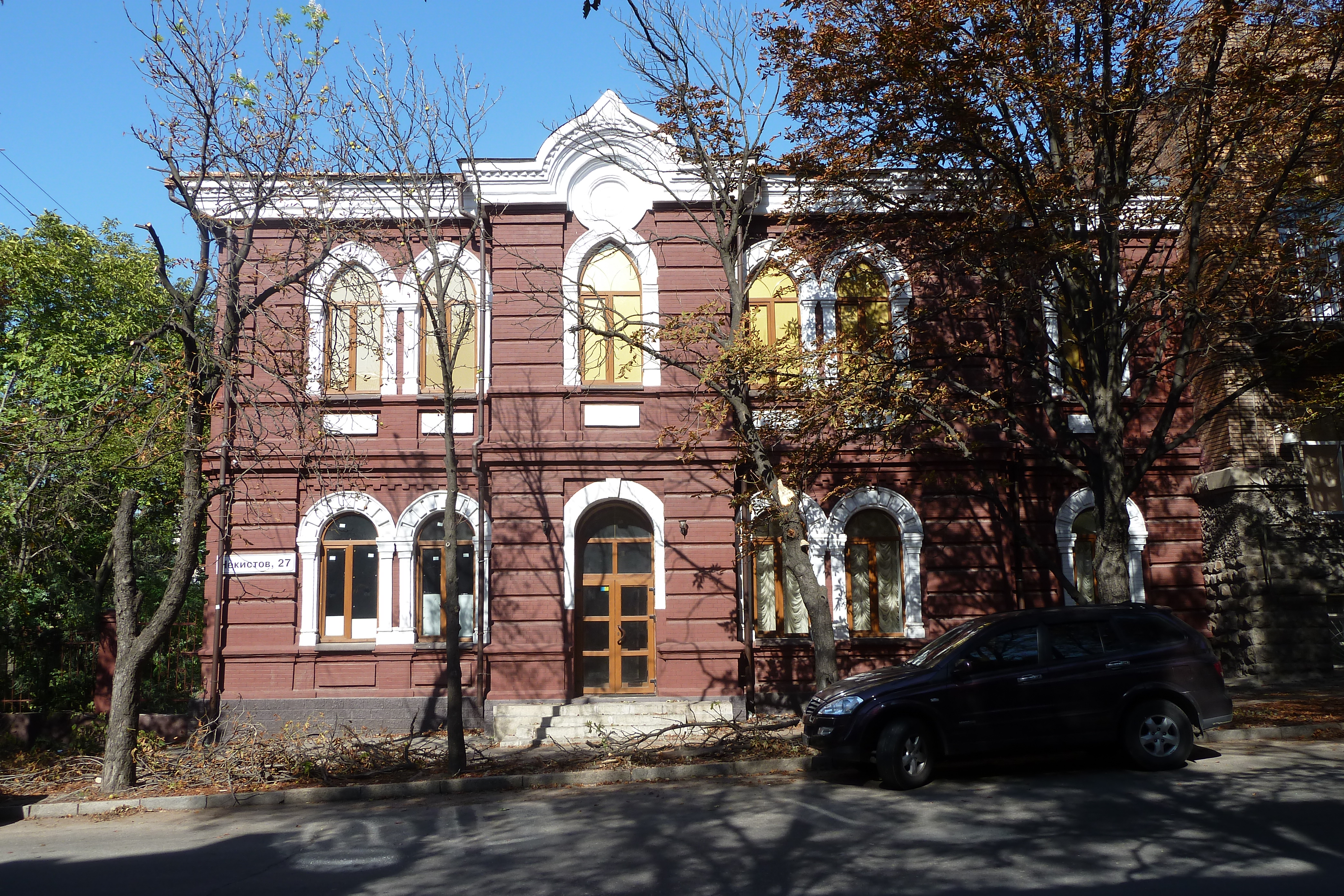
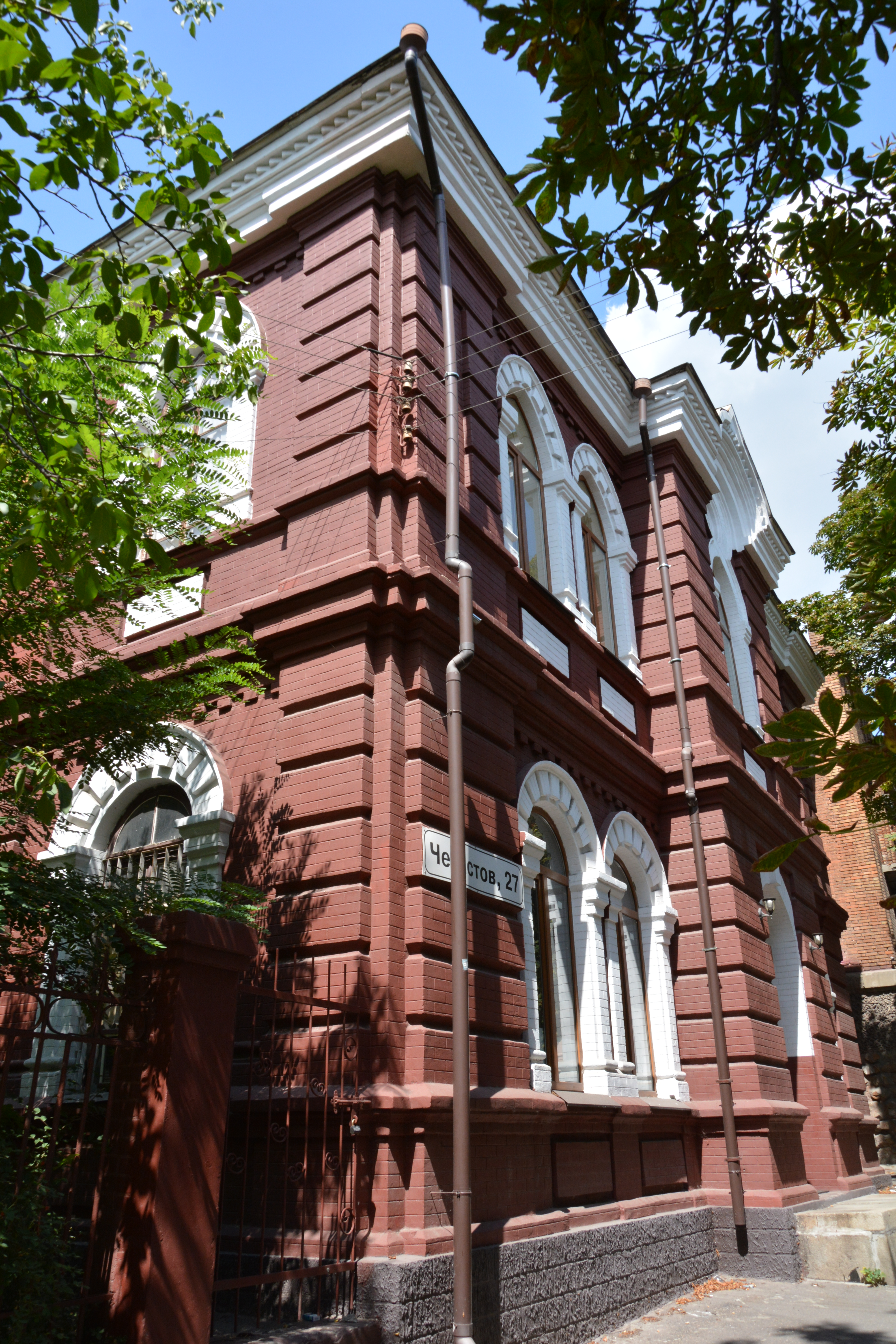